# کورکا (شهر)
کورِکا (به ایتالیایی: Coreca) یک سکونتگاه مسکونی در ایتالیا است که در امانتی واقع شده‌است.

## خصوصیات
کورِکا ۴ کیلومترمربع مساحت و ۵۰۰ نفر جمعیت دارد و ۱۸ متر بالاتر از سطح دریا واقع شده‌است.

## نگارخانه

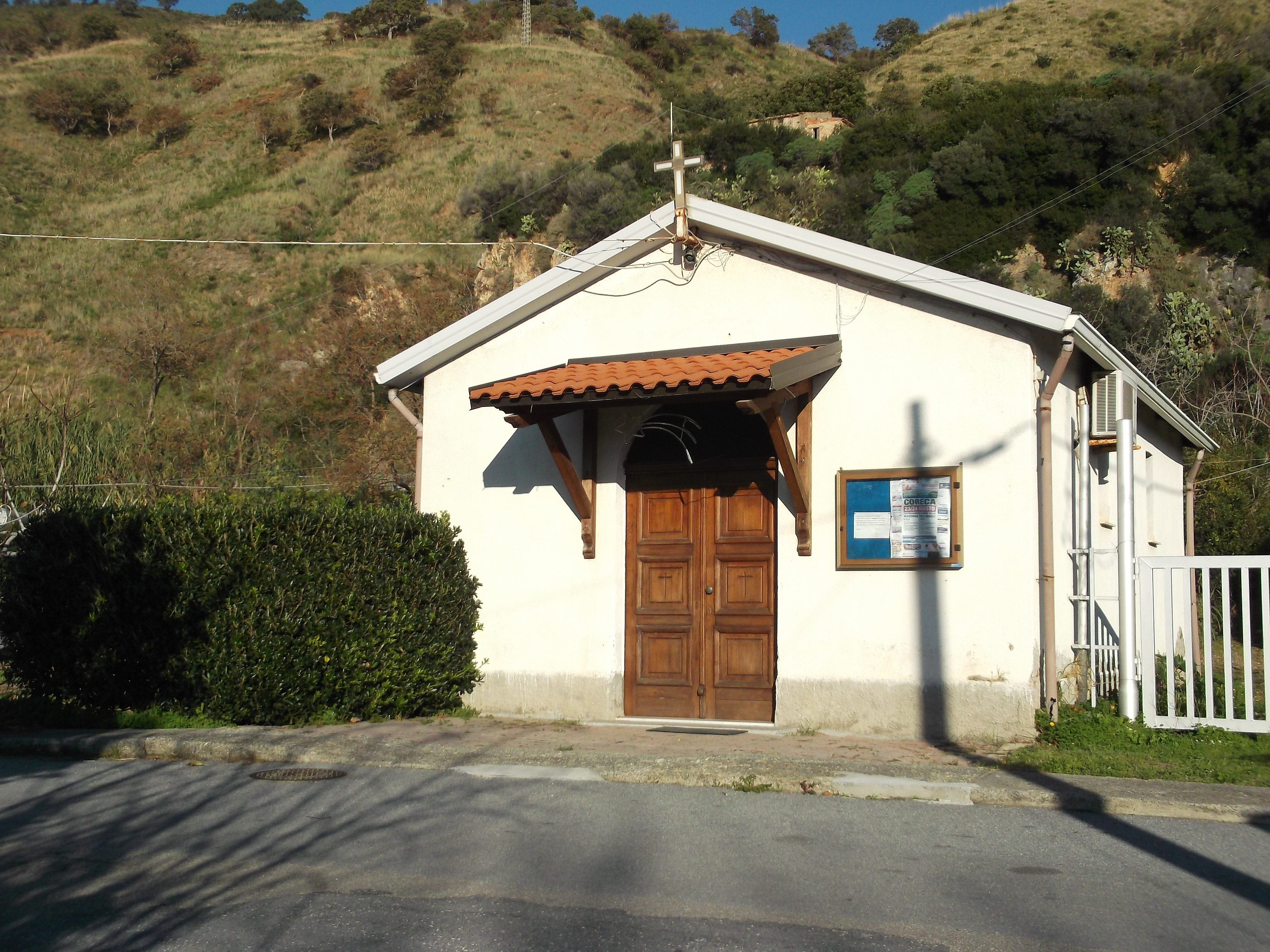
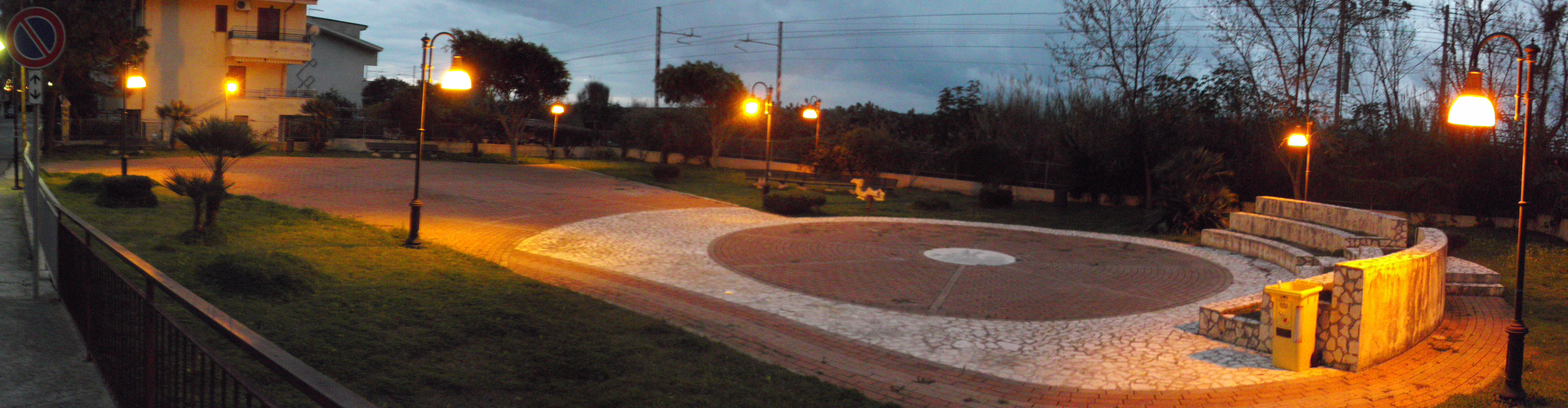
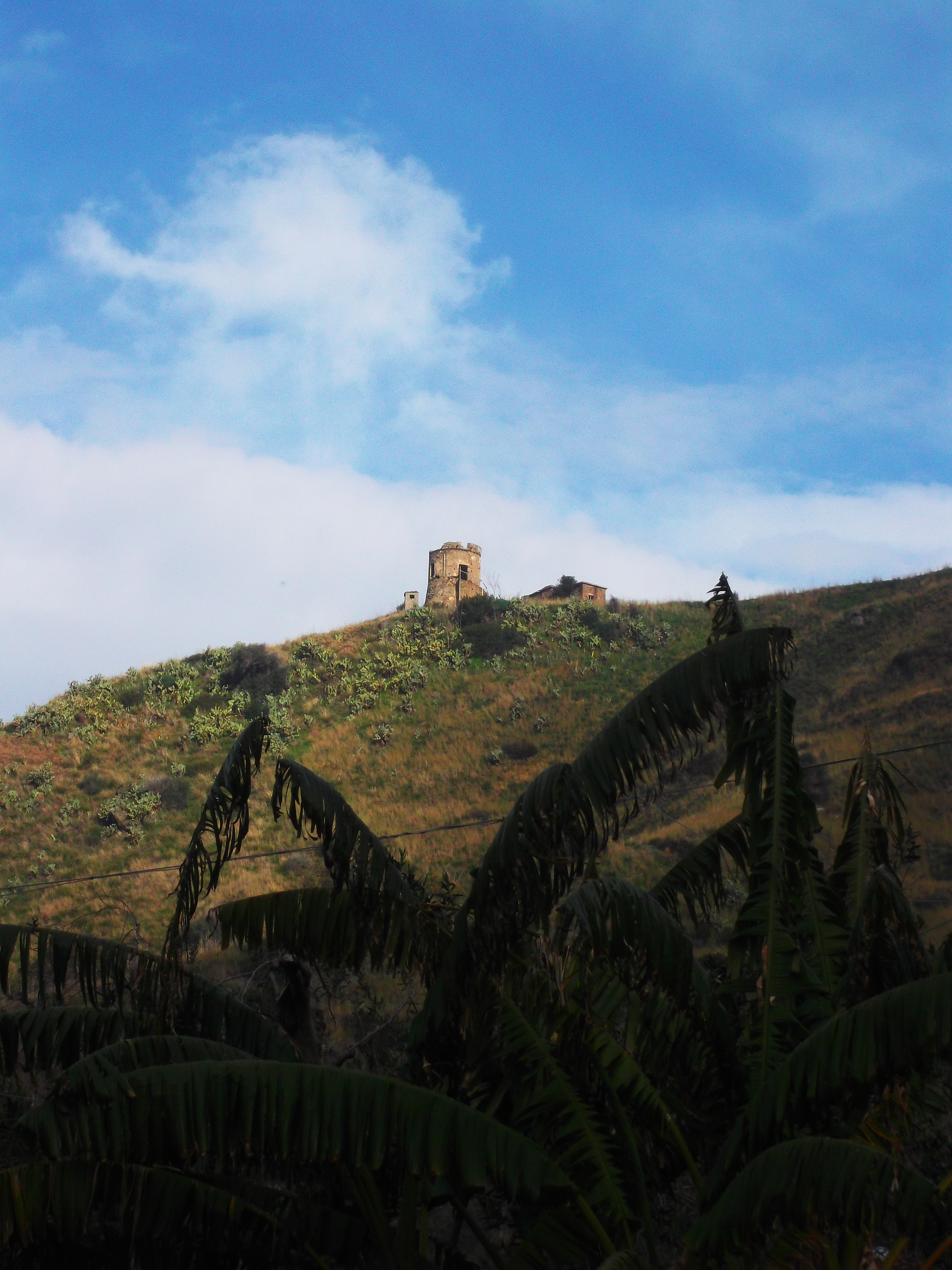